# Azérat

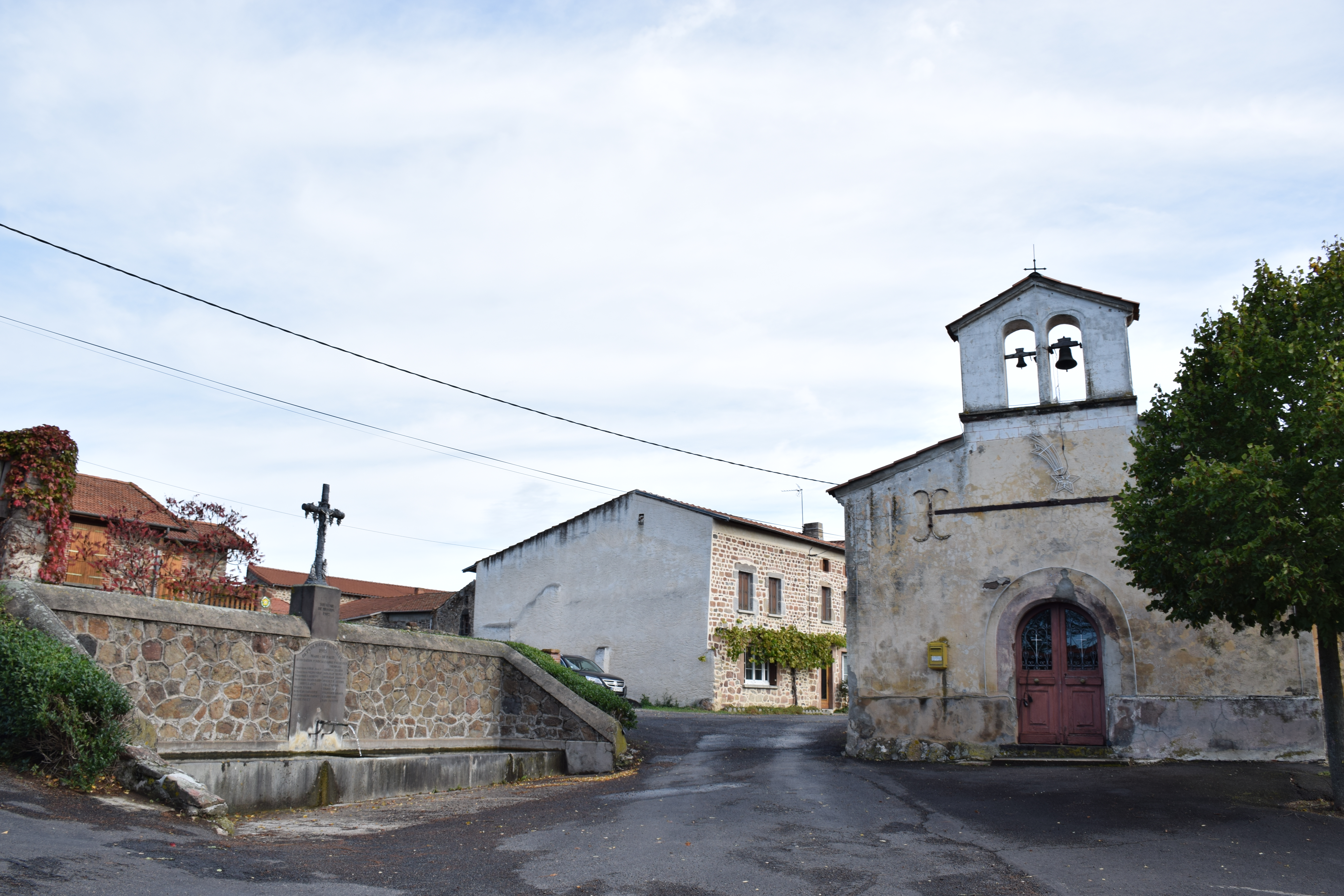
Kerk

Azérat is een gemeente in het Franse departement Haute-Loire (regio Auvergne-Rhône-Alpes) en telt 274 inwoners (1999). De plaats maakt deel uit van het arrondissement Brioude.

## Geografie
De oppervlakte van Azérat bedraagt 17,8 km², de bevolkingsdichtheid is 15,4 inwoners per km².
De onderstaande kaart toont de ligging van Azérat met de belangrijkste infrastructuur en aangrenzende gemeenten.

## Demografie
Onderstaande figuur toont het verloop van het inwonertal (bron: INSEE-tellingen).